# Грузинская Википедия
Грузи́нская Википе́дия (груз. ქართული ვიკიპედია) — раздел Википедии на грузинском языке. Первая статья была написана 25 февраля 2004 года. По состоянию на 28 мая 2025 года в грузинской Википедии содержится 183 261 статья (53-е место по числу статей). Формальный показатель качества — «глубина» — для грузинского раздела Википедии равен 47,807, что является хорошим результатом в группе из 65 разделов с числом статей от 10 до 100 тысяч.
Зарегистрировано 169 324 участника, из них 286 совершили какое-либо действие за последние 30 дней; 6 участников имеют статус администратора. Общее число правок составляет 4 791 983.

## История
Грузинский раздел Википедии был создан в ноябре 2003 года по личной просьбе грузинского эсперантиста Автандила Абуладзе, с которой он обратился к американским эсперантистам Чаку Смиту (Chuck Smith (эсп.)) и Брайону Вибберу (Brion Vibber (эсп.)). Абуладзе на тот момент был активен в разделе на эсперанто, где им были созданы сотни статей о терминах точных наук и о географии Кавказа. К грузинскому разделу он вернулся только в феврале 2005 года, когда в разделе было всего 26 статей.

### Развитие раздела
- 11 августа 2006 года — 10 000 статей.
- 7 июля 2011 года — 50 000 статей.
- 7 января 2014 года — 80 000 статей.
- 25 февраля 2015 года — 88 888 статей.
- 3 марта 2015 года — 90 000 статей.
- 13 октября 2015 года — 100 000 статей.